# Вандалар
Вандалар (Wandalar) — король (вождь) племен остготів, що мешкали на теренах сучасної України.
Був сином короля остготів Вінітара († 390) та походив роду Амали. Вандалар є дідом короля остготів Теодоріха Великого. Став королем після володаря Торизмунда.
Мав трьох синів: Теодемер, Валамер і Відемер. Спадкоємцем престолу в 440 став його старший син Валамер.